# Dasychira karafutonis
Dasychira karafutonis är en fjärilsart som beskrevs av Matsumura 1933. Dasychira karafutonis ingår i släktet Dasychira och familjen tofsspinnare. Inga underarter finns listade i Catalogue of Life.